# Tom Petranoff
Tom Petranoff (Estados Unidos, 8 de abril de 1958) es un atleta estadounidense, especializado en la prueba de lanzamiento de jabalina en la que llegó a ser subcampeón del mundo en 1983.

## Carrera deportiva
En el Mundial de Helsinki 1983 ganó la medalla de plata en lanzamiento de jabalina, alcanzando lo 85.60 metros, por detrás del alemán Detlef Michel y por delante del soviético Dainis Kūla (bronce).